# Askersund-Skyllberg-Lerbäcks Järnväg

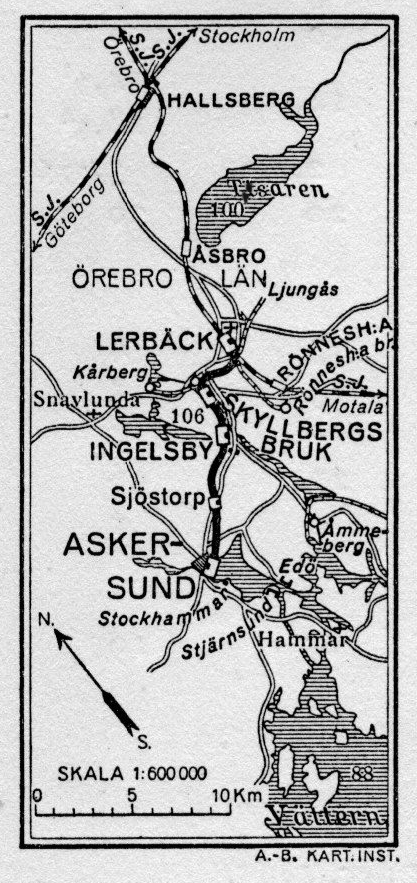
ASLJ. Karta 1926.

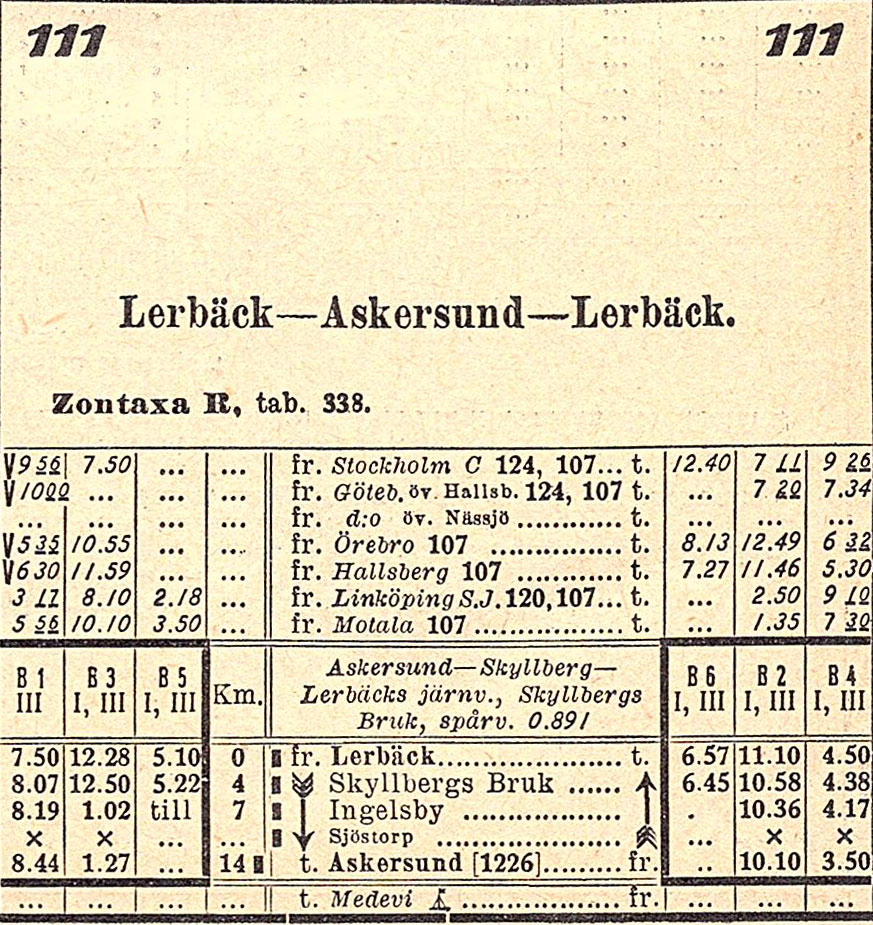
Tidtabell från mars 1925.

Askersund-Skyllberg-Lerbäcks Järnväg (ASLJ) var en 14 km lång smalspårig (891 mm) bana, invigd 1884, som anslöt till Stambanan Krylbo-Mjölby vid Lerbäck.

## Bakgrund
Askersunds stad angavs som möjlig plats för en järnvägsförbindelse i planerna för de första statsbanorna i Sverige redan 1855. Nils Ericsons plan på en sammanbindningsbana mellan Örebro och Askersund vann emellertid inte riksdagens bifall och linjen kom inte att byggas. I samband med byggandet av Karlsborgs fästning aktualiserades på nytt en banlinje från statsbanan över Askersund mot Karlsborg. Men vid 1872 års riksdag blev det en annan sträckning, Karlsborg-Skövde, som vann bifall. Ett annat initiativ, att bygga en bana till Vretstorp på Västra stambanan, kom heller inte till utförande.
Skyllbergs bruk hade en bränntorvsmosse strax öster om Lerbäcks station och i mitten av 1870-talet anlades en trefots rälsbana till mossen från en omlastningsplats vid Lerbäck på statsbanan. Den första tiden drog hästar lasten mot Lerbäck och fick åka med på vagnarna på returresan. År 1881 inköptes emellertid ett 6 tons ånglok och linjen Skyllbergs bruk-Lerbäck kom därmed att utgöra den första länken i den kommande järnvägen.
Askersund hade fortfarande ingen järnvägsförbindelse och därför bildades en kommitté med representanter för bland annat bruket och Askersunds stad. En ingenjör hade utarbetat ett kostnadsförslag och man sökte nu få allmänheten att teckna sig för aktier. Den 12 december 1882 hade man tillräckligt med kapital för att bilda Askersund-Skyllbergs järnvägsaktiebolag och koncession beviljades den 24 mars påföljande år.

## Byggnad
Arbetena påbörjades sommaren 1883 av en byggmästare, som erhållit uppdraget som lägstbjudande, men som var helt okunnig i allt järnvägsbygge. Borgenärerna fick därför träda till och fullgöra byggnadskontraktets bestämmelser. Banan var klar och kunde invigas den 4 december 1884 och därefter öppnas för allmän trafik. Man fick emellertid snart anlägga en vägbro vid Sjöstorps hållplats och spränga ut alla bergsskärningar för att utöka det fria rummet. Spår byggdes även till torvfabriken Ljungås (1907, öster om Lerbäck) och sågverket Rönneshytta (1915, söder om Lerbäck), men de användes enbart för godstrafik.

## Rullande material
År 1925 fanns på banan fyra tanklok, fem tvåaxliga personvagnar, en fyraaxlig personvagn, 56 resgods- och godsvagnar med 2 axlar samt en postvagn. Samtliga ägdes av Skyllbergs Bruks AB.

## Trafik
På banan transporterades främst järn, trä, sand från Vättern, maskingods, buteljglas och stenkol. Stationer fanns i Askersund, Ingelsby (7 km), Skyllberg (10 km) och Lerbäck (14 km). Järnvägen brottades med dålig ekonomi och det var främst Skyllbergs bruks egen trafik som motiverade dess existens. Persontrafiken lades ner den 1 april 1931 och ersattes med landsvägsbuss. Den återupptogs dock tillfälligt under andra världskriget (april 1941–maj 1948). Det sista godståget framfördes den 15 januari 1955, varpå spåret revs upp.